# 2010 FIFA World Cup (videojuego)
2010 FIFA World Cup es el videojuego oficial de la Copa Mundial de Fútbol de 2010 creado por EA Sports. Fue anunciado el 26 de enero de 2010 y salió a la venta el 27 de abril de ese mismo año para Xbox360, PSP, Wii y PlayStation 3. 

## Jugabilidad
Algunas novedades en el juego son con respecto a FIFA 10: Jugar en los 10 Estadios Oficiales Designados de la Copa del Mundo FIFA Sudáfrica 2010.
EA anunció muchas mejoras en cuanto a FIFA 10, como mayor fatiga en lugares con altitud, lo que le da un poco más de realismo al juego, y que favorece a la hora de afrontar eliminatorias con selecciones como Bolivia, Ecuador o Suiza. Mejores gráficos: entornos más realistas en los estadios y mayor calidad de detalles en los jugadores, balones, botines e indumentarias. También se anunció que los jugadores pueden lesionarse fuera de los partidos internacionales y un nuevo modo de Penales que permite picar la pelota o amagar antes de rematar.
El modo multijugador se mejoró también, aparece la opción de disputar la Copa Mundial En línea con el equipo que quieras, haya clasificado o no, sin tener que afrontar eliminatorias. El juego nos irá seleccionando rivales que estén en la misma fase que el jugador y , en caso de que se esté jugando la fase de grupos, nos dará los resultados del rival para poder ver si clasifica o no a la siguiente fase.
Otra novedad con respecto a su antecesor es el realismo de los jugadores, el cual mejoró mucho desde el 2006.

## Modos de juego
El juego contiene las siguientes modalidades:

### Partido Rápido
Jugar un Partido amistoso con cualquier Selección 
de cualquier país.

### Clasificatorias Mundialistas
Se podrán disputar las Eliminatorias Mundialistas de cada Confederación del Mundo.
Las Confederaciones son:
- UEFA (Europa)
- CAF (África)
- AFC (Asia y Australia)
- CONCACAF (Norteamérica, Centroamérica y el Caribe)
- CONMEBOL (Sudamérica)
- OFC (Oceanía, excepto Australia).

### Modo Copa Mundial de la FIFA 2010
Disputar la Copa Mundial de Fútbol de 2010, ya sea con los Equipos "auténticos" que Clasificaron al mundial, o con Grupos personalizados.

### Capitanea tu equipo
Crear un jugador e introducirlo en algún equipo.
El jugador puede ser Defensa, Centrocampista o Delantero, pero no puede ser Portero.
Una vez creado el Jugador, el usuario tendrá que jugar tanto Partido Amistoso, Clasificatorias de su respectiva Confederación, y la Copa Del Mundo.
Al terminar el partido, el usuario obtendrá XP, dependiendo del rendimiento mostrado en el Partido (Anotar Goles, Dar Asistencias, Dar pases, etc.), con que mejor rendimiento se tenga, mayor será el XP.
Los puntos de XP pueden ser usados para mejorar las Estadísticas del Jugador, Las cuales son:
- Control de Balón
- Regateo
- Precisión de Cabezazo
- Precisión de Tiro Libre
- Poder de Disparo
- Pase Corto
- Pase Largo
- Disparos de Larga Distancia
- Aguante
- Sprint
- Centros/Tiros de Esquina
- Reacción
- Fuerza
- Aceleración
- Posicionamiento
- Tacleada
- Definición

Entre otras estadísticas.

### Historia de Clasificatorias
Aquí se podrán jugar partidos de Clasificatorias de "alta intensidad" que se jugaron en la vida real.
Como por ejemplo, partidos en el que se este perdiendo y se deba ganar.
En cada partido habrá un Objetivo Principal y 2 Objetivos Secundarios.

### Equipo de Ensueño de Zakumi (Wii)
Este modo de juego tiene el objetivo de construir un equipo a partir de jugadores que, principalmente, forman parte de las selecciones que se clasificaron para la Copa Mundial de la FIFA 2010. Este equipo estará disponible en los modos Salta al Campo y En Línea. También es posible importar el equipo a otra consola Wii como recibir equipos de otra consola mediante un Wii Remote.
La partida empieza en el primero de los seis niveles con un equipo formado por jugadores de selecciones no clasificadas. El usuario tendrá que jugar y ganar partidos contra los equipos de cada nivel para hacerse con un jugador de la selección rival, mejorando así su equipo.
Cada partido viene con tres desafíos de diferente dificultad con las siguientes recompensas:
- Bronce (fácil): jugadores de nivel bajo.
- Plata (media): jugadores de nivel medio.
- Oro (difícil): jugadores de nivel alto.

Después del partido y dependiendo de los desafíos cumplidos, el usuario cambiará un jugador de su equipo por otro de la selección rival para incorporarlo a su plantilla. Cuanto mejor sea el desafío cumplido, más jugadores del equipo rival estarán disponibles para elegir (completando el desafío de oro se desbloquea a todos los jugadores del equipo rival).
Cuando el usuario completa todos los partidos de un nivel con al menos el desafío de bronce superado se desbloqueará el siguiente nivel con mejores selecciones y desafíos más complejos. Al desbloquear un nuevo nivel, el usuario obtendrá una recompensa. Estos son los niveles con sus respectivas recompensas:

#### Nivel 1
- Nueva Zelanda
- Honduras
- Sudáfrica
- Corea del Norte
- Estados Unidos

Recompensa por desbloqueo de nivel: Ninguna

#### Nivel 2
- Corea del Sur
- Uruguay
- Eslovaquia
- Ghana
- Países Bajos (Holanda)

Recompensa por desbloqueo de nivel: Jugador de bronce de selección no clasificada.

#### Nivel 3
- Japón
- Argelia
- Australia
- Camerún
- Portugal

Recompensa por desbloqueo de nivel: Jugador de plata de selección no clasificada.

#### Nivel 4
- Paraguay
- Dinamarca
- Francia
- México
- Eslovenia

Recompensa por desbloqueo de nivel: Tercera equipación.

#### Nivel 5
- Suiza
- Nigeria
- Chile
- Argentina
- Alemania
- Italia

Recompensa por desbloqueo de nivel: Jugador de oro de selección no clasificada.

#### Nivel 6
- Grecia
- Inglaterra
- Costa de Marfil
- Brasil
- Serbia
- España

Recompensa por desbloqueo de nivel: Cuarta equipación.
Una vez jugado todos los niveles habiendo completado los partidos con al menos el desafío de bronce superado se desbloqueará el nivel definitivo, donde el usuario se enfrentará a una final al mejor de tres contra un equipo compuesto por jugadores históricos: el World Classic XI. Si el usuario logra vencer dos de los tres partidos de la final, el World Classic XI estará disponible para jugar en los modos Salta al Campo y En Línea.

### Eliminación Global (Wii)
Este es un modo de juego multijugador local de dos a cuatro usuarios cuyo objetivo es eliminar a los equipos de los jugadores rivales. 
Cada usuario tendrá un número de equipos escogidos por el mismo o aleatoriamente por la consola. Si se determina que los equipos deben elegidos por los jugadores, la consola decidirá que usuario es el primero en escoger selección. Cada equipo debe ser diferente a los seleccionados previamente. Después de esto, se pasará a la fase eliminatoria.
En la fase eliminatoria, el usuario al que le toque el turno seleccionará a uno de sus equipos, que jugará un partido contra el equipo que quiera de un jugador rival. El equipo derrotado será eliminado, por lo tanto, el usuario no podrá volver a jugar con la selección vencida en lo que queda de partida.
Cuando solo quede un usuario con equipos no eliminados, la partida concluirá y lo determinará como el ganador.

### Copa En línea
En este modo se podrá jugar la Copa Mundial de Fútbol de 2010 mediante internet con jugadores de todo el Mundo.

## Equipos
Los equipos incluidos fueron confirmados por Electronics Arts el 17 de febrero de 2010. El juego posee 199 selecciones nacionales de las 204, que se inscribieron a las clasificaciones de la Copa Mundial de Fútbol 2010, siendo 208 naciones inscritas a la FIFA, no aparecen por diferentes razones.

### África (CAF)
| - Angola - Argelia - Benín - Botsuana - Burkina Faso - Burundi - Cabo Verde - Camerún - Chad - Comoras - Congo - R.D. del Congo - Costa de Marfil - Egipto - Etiopía - Gabón - Gambia - Ghana - Guinea - Guinea-Bissau - Guinea Ecuatorial - Kenia - Lesoto - Liberia - Libia | - Madagascar - Malaui - Malí - Marruecos - Mauricio - Mauritania - Mozambique - Namibia - Níger - Nigeria - Ruanda - Senegal - Seychelles - Sierra Leona - Somalia - Suazilandia - Sudáfrica - Sudán - Tanzania - Togo - Túnez - Uganda - Yibuti - Zambia - Zimbabue |

### Asia (AFC)
| - Afganistán - Arabia Saudita - Australia - Baréin - Bangladés - Camboya - China - China Taipéi - Corea Del Norte - Corea Del Sur - Emiratos Árabes Unidos - Hong Kong - India - Indonesia - Irán - Irak - Japón - Jordania - Kuwait - Kirguistán - Líbano | - Macao - Maldivas - Malasia - Mongolia - Myanmar - Nepal - Omán - Pakistán - Palestina - Catar - Singapur - Siria - Sri Lanka - Tailandia - Tayikistán - Timor Oriental - Turkmenistán - Uzbekistán - Vietnam - Yemen |

### Europa (UEFA)
| - Albania - Alemania - Andorra - Armenia - Austria - Azerbaiyán - Bélgica - Bielorrusia - Bosnia y Herzegovina - Bulgaria - Chipre - Croacia - Dinamarca - Escocia - Eslovaquia - Eslovenia - España - Estonia - Finlandia - Francia - Gales - Georgia - Grecia - Hungría - Inglaterra - Irlanda - Irlanda del Norte | - Islandia - Islas Feroe - Israel - Italia - Kazajistán - Letonia - Liechtenstein - Lituania - Luxemburgo - Macedonia - Malta - Moldavia - Montenegro - Noruega - Países Bajos - Polonia - Portugal - República Checa - Rumania - Rusia - San Marino - Serbia - Suecia - Suiza - Turquía - Ucrania |

### Sudamérica (CONMEBOL)
| - Argentina - Bolivia - Brasil - Chile - Colombia | - Ecuador - Paraguay - Perú - Uruguay - Venezuela |

### Norteamérica, Centroamérica y Caribe (CONCACAF)
| - Anguila - Antigua y Barbuda - Antillas Neerlandesas - Aruba - Bahamas - Barbados - Belice - Bermudas - Canadá - Costa Rica - Cuba - Dominica - El Salvador - Estados Unidos - Granada - Guatemala - Guyana - Haití | - Honduras - Islas Caimán - Islas Turcos y Caicos - Islas Vírgenes Británicas - Islas Vírgenes Estadounidenses - Jamaica - México - Montserrat - Nicaragua - Panamá - Puerto Rico - República Dominicana - San Cristóbal y Nieves - San Vicente y las Granadinas - Santa Lucía - Surinam - Trinidad y Tobago |

### Oceanía (OFC)
| - Fiyi - Islas Cook - Islas Salómon - Nueva Caledonia - Nueva Zelanda | - Samoa - Samoa Americana - Tahití - Tonga - Vanuatu |

### Países no participantes
- Papúa Nueva Guinea: Descalificado de la clasificación. (Oceanía).
- Bután: Se retiró. (Asia).
- Guam: Se retiró (Asia)
- República Centroafricana: Se retiró. (África).
- Eritrea: Se retiró. (África).
- Santo Tomé y Príncipe: Se retiró (África).
- Filipinas: No Participó (Asia).
- Laos: No Participó (Asia).
- Brunéi: No Participó. (Asia).

### Otros
- Classic XI
- World XI
- Adidas Ultimate 11

## Estadios
- Green Point Stadium
- Ellis Park Stadium
- Free State Stadium
- Loftus Versfeld Stadium
- Mbombela Stadium
- Moses Mabhida Stadium
- Nelson Mandela Bay Stadium
- Peter Mokaba Stadium
- Royal Bafokeng Stadium
- Soccer City Stadium

### Otros Estadios

#### Licenciados
- Stadio Olimpico
- Amsterdam Arena
- Wembley Stadium
- Parc des Princes
- Camp Nou
- Estadio Azteca
- Olympiastadion
- Stade de Suisse

#### Genéricos
- Akaaroa Stadium
- Aloha Park
- Arena d’Oro
- Century Park Arena
- Court Lane
- Crown Lane
- Eastpoint Arena
- El Bombastico
- El Medio
- El Reducto
- Estadio de las Artes
- Estadio del Pueblo
- Estadio Latino
- Estadio Presidente G.Lopes
- Euro Park
- FIWC Stadium
- Forest Park Stadium
- Ivy Lane
- O Dromo
- Olímpico Arena
- Pratelstvi Arena
- Stade Kokoto
- Stade Municipal
- Stadio Olimpico
- Stadion 23. Maj
- Stadion Europa
- Stadion Hanguk
- Stadion Neder
- Stadion Olympik
- Town Park
- Union Park Stadium

## Directores técnicos licenciados
- Joachim Löw - Selección de fútbol de Alemania
- Diego Armando Maradona - Selección de fútbol de Argentina
- Pim Verbeek - Selección de fútbol de Australia
- Dunga - Selección de fútbol de Brasil
- Marcelo Bielsa - Selección de fútbol de Chile
- Kim Jong-hun - Selección de fútbol de Corea del Norte
- Huh Jung-Moo - Selección de fútbol de Corea del Sur
- Slaven Bilić - Selección de fútbol de Croacia
- Vicente del Bosque - Selección de fútbol de España
- Bob Bradley - Selección de fútbol de los Estados Unidos
- Raymond Domenech - Selección de fútbol de Francia
- Otto Rehhagel - Selección de fútbol de Grecia
- Fabio Capello - Selección de fútbol de Inglaterra
- Giovanni Trapattoni - Selección de fútbol de Irlanda
- Nigel Worthington - Selección de fútbol de Irlanda del Norte
- Marcello Lippi - Selección de fútbol de Italia
- Takeshi Okada - Selección de fútbol de Japón
- Javier Aguirre - Selección de fútbol de México
- Bert van Marwijk - Selección de fútbol de los Países Bajos
- Carlos Queiroz - Selección de fútbol de Portugal
- Guus Hiddink - Selección de fútbol de Rusia
- Carlos Alberto Parreira - Selección de fútbol de Sudáfrica
- Fatih Terim - Selección de fútbol de Turquía

## Banda sonora
| - "International" – Baaba Maal - "Kiyakiya" – Babatunde Olatunji - "Saga" – Basement Jaxx feat. Santigold - "Restless" – Buraka Som Sistema - "Dipso Calypso" – Buscemi feat. Lady Cath - "Wild & Raw" – Fedde le Grand feat. Stereo MCs - "Drumming Song" – Florence and the Machine - "The World Is All There Is" – Fool's Gold - "Papua New Guinea" – The Future Sound of London - "Oh Yeah" – Gang of Instrumentals - "Your Side" – John Forté - "Ones Who Fly Twos Who Die" – Jonathan Boulet - "Winner" – Kid British - "Wavin' Flag (Coca-Cola Celebration Mix)" – K'naan | - "Last Rhythm" – Last Rhythm - "The Instrumento" – Latin Bitman - "Não é Proibido" – Marisa Monte - "Say Hey (I Love You)" – Michael Franti & Spearhead feat. Cherine Anderson - "Atomizer" – MIDIval Punditz - "In Search of" – Miike Snow - "Strong Will Continue" – Nas & Damian Marley - "Africa Soccer Fever" – Rocky Dawuni - "Rocksteady" – Rox - "Emoriô" – Sérgio Mendes - "Bring Night" – Sia - "Fragment Eight" – The Kenneth Bager Experience - "Warm Heart of Africa" (So Shifty Remix) – The Very Best feat. Ezra Koenig - "Percussion Gun" – White Rabbits |